# Густав Никвист
Густав Никвист (швед. Gustav Nyquist; рођен 1. септембра 1989. у Халмстаду, Шведска) професионални је шведски хокејаш на леду који игра на позицији крилног нападача.
Од почетка професионалне каријере 2011. паралелно је наступао за америчке тимове Детроит Ред вингсе у НХЛ лиги и Гранд Рапидс Грифинсе у АХЛ лиги (филијала Ред вингса). 
Са репрезентацијом Шведске освојио је сребрну олимпијску медаљу на ЗОИ 2014. у Сочију, док је нешто касније исте године на светском првенству у Минску освојио бронзану медаљу.
Његов млађи брат Оскар Никвист такође је хокејаш.

## Клупска каријера
Никвист је играчку каријеру започео у млађим селекцијама екипе Малмеа почев од сезоне 2005/06, да би 2008. отишао на студије у Сједињене Државе где је наступао за екипу Универзитета Мејн. Исте године учествује на улазном НХЛ драфту где га је као 121. пика у 4. рунди одабрала екипа Детроит Ред вингса. Са истим тимом је у марту 2011. потписао и први професионални уговор са дужином трајања од две године.
Први професионални наступ забележио је за екипу Гранд Рапидс Грифинса, филијалу Ред вингса из АХЛ лиге, 25. марта 2011, а први погодак постигао је већ наредног дана. 
Дебитантски наступ у НХЛ лиги имао је 1. новембра 2011. против екипе Минесота Вајлдса, а први погодак у истом такмичењу постигао је тек 26. марта 2012. у утакмици против Коламбус Блу Џакетса.
Средином августа 2013. продужио је уговор са екипом из Детроита на још две године, а вредност уговора износила је 1,9 милиона америчких долара.
У утакмици играној 2. фебруара 2014. против екипе Вашингтон Капиталса постигао је свој први хет-трик у каријеру.
Сезону 2013/14. окончао је у дресу Ред Вигса са учинком од 28 голова и 20 асистенција на 57 утакмица.

## Репрезентативна каријера
Пре одласка на студије у Сједињене Државе 2008. Никвист је у неколико наврата наступао за млађе узрасне селекције Шведске, углавном у пријатељским утакмицама. 
Дебитантски наступ у дресу сениорске репрезентације остварио је тек 2014. на хокејашком турниру у оквиру Зимских олимпијских игара у Сочију. Никвист је тек накнадно уврштен у олимпијски тим, и то као замена за повређеног Јохана Франзена. На олимпијском турниру Никвист је одиграо 6 утакмица без неког запаженијег учинка, а освојио је сребрну меаљу. 
Био је део и националног тима који је три месеца касније, на Светском првенству у Минску освојио бронзану медаљу. На том турниру Никвист је на 10 одиграних утакмица остварио одличан учинак од 4 гола и 2 асистенције.